# 민치 해협

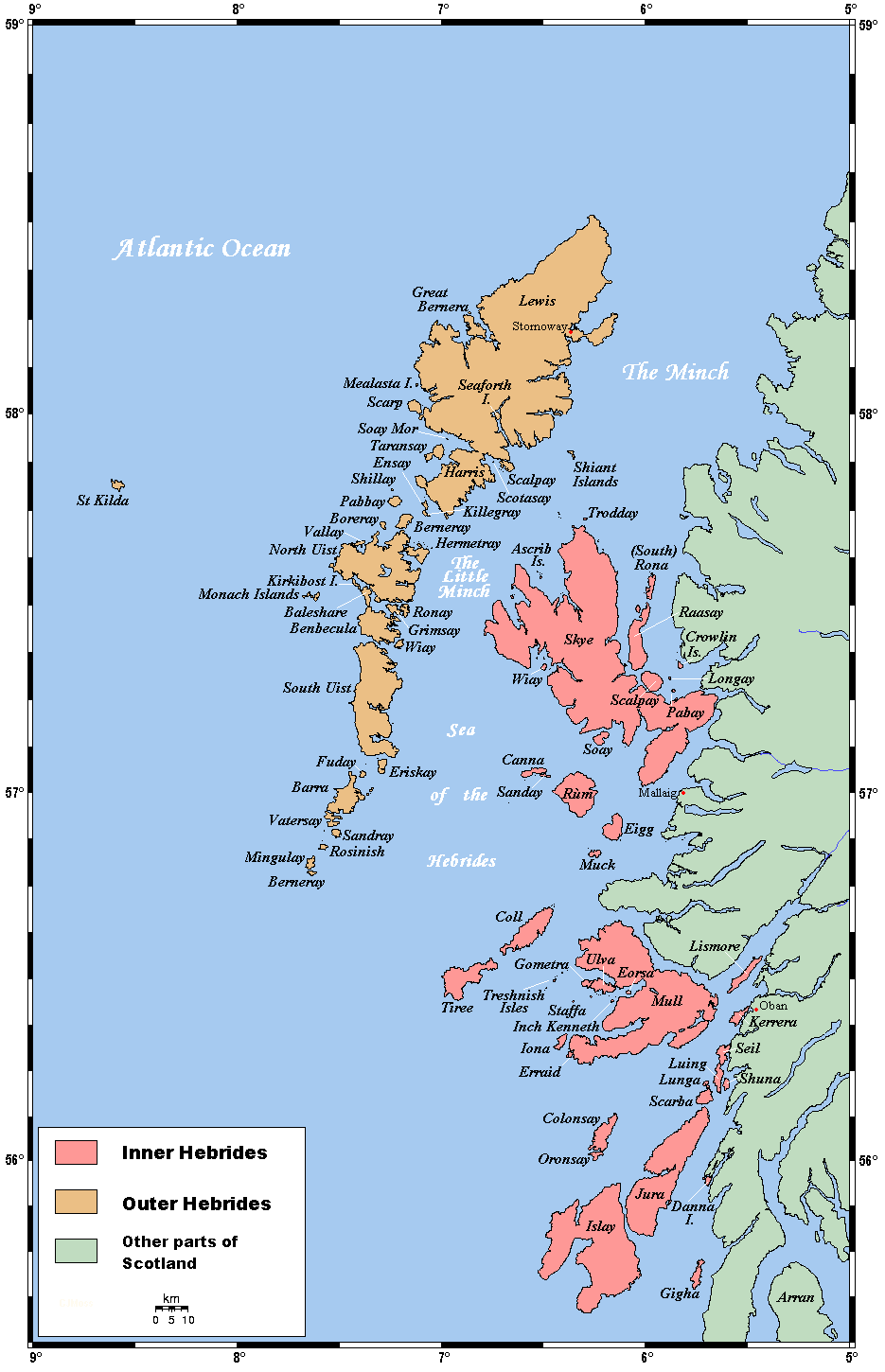
민치 해협의 위치

민치해협(스코틀랜드 게일어: An Cuan Sgìth / Cuan na Hearadh, 영어: The Minch)은 스코틀랜드 북서쪽 연안의 해협이다.

## 지리
통칭 북쪽으로 민치해협 하이랜드 , 북서부와 북쪽의 이너헤브리디스 제도, 루이스섬과 해리스섬을 포함한 아우터헤브리디스 제도를 나눈다. 하류 민치해협(The Lower Minch, an Cuan Canach)은 통칭 ‘리틀 민치해협’이라고 하며, 스카이섬에서 아우터헤브리디스 제도의 노스 우이스트 섬, 벤베큘라 섬, 사우스 우이스트 섬, 바라 섬 등으로 나눈다. 헤브리디스해를 향해 열려 있다.
폭은 30km에서 70km로 가장 넓은 지역은 110km에 달하기도 하다. 하류 민치해협은 폭 24km 정도이다. 영국의 제도 중 가장 큰 운석이 강타했던 것으로 여겨지고 있다. 2010년 6월에 에일디 맥도널드는 스카이프에 있는 워터니쉬 포인트(Waternish Point)에서 해리스의 로델(Rodel)까지를 9.5시간에 걸쳐 최초로 횡단하였다.
민치해협 계획이 지역 지자체와 하이랜드 의회, 스코티시 내셔널 헤리티지 연계하여 진행되고 있다. 목적은 해양 오염의 방지, 부식의 축소, 쓰레기 절감, 관광 홍보 등이다. 특히 민치해협에서 고래가 잘 알려져 있다. 오염 문제는 민치해협 해상교통이 혼잡한 곳이기 때문에 특히 문제시 되고 있다.

## 운항
민치해협을 횡단하는 상업 페리 운항은 칼레도니언 맥브레인에 의해 운영되고 있다.